# Asłan Kachidze
Asłan Kachidze (kaz. Аслан Байрамалиевич Кахидзе; ur. 28 października 1988) – kazachski zapaśnik w stylu wolnym. Olimpijczyk z Rio de Janeiro 2016, gdzie zajął dwunaste miejsce w kategorii 86 kg.
Piąty na mistrzostwach świata w 2014. Zdobył srebrny medal na mistrzostwach Azji w 2014 i brązowy w 2016. Ósmy na Uniwersjadzie w 2013. Ósmy w Pucharze Świata w 2013 roku.